# Kaspar Ewald von Massow
Kaspar Ewald von Massow, auch Caspar Ewald von Massow (* 1629 oder 10. Juni 1639; † 10. Dezember 1694) war ein pommerscher Landrat. Er stand dem Stolpeschen Kreis in Hinterpommern vor. 
Er war ein Angehöriger des pommerschen Adelsgeschlechts von Massow. Die Familiengeschichte (1878) lässt ihn am 10. Juni 1639 geboren sein, die Neue Deutsche Biographie (1990) nennt das Geburtsjahr 1629. Sein Vater war der Gutsherr Jacob von Massow; seine Mutter Barbara war eine geborene von Flemming.
Kaspar Ewald von Massow studierte an mehreren Universitäten, darunter an der Universität Wittenberg. Nach seinem Studium machte er eine ausgedehnte Reise, die ihn unter anderem nach England und nach Frankreich führte (Kavalierstour). 
Massow war Erbherr auf Woblanse, Derselitz, Zezenow, Kunsow und Sanskow. Er wurde Landrat und Direktor des Stolpeschen Kreises. Daneben war er Assessor am Hofgericht. 
Kaspar Ewald von Massow war in erster Ehe mit Catharina von Zitzewitz, Tochter des Camminer Dekans Georg von Zitzewitz, verheiratet. In zweiter Ehe heiratete er 1676 Maria von der Osten (* 1654; † 1687), Tochter des Landrates Erdmann Christof von der Osten. Aus der ersten Ehe gingen zwei Söhne und eine Tochter hervor, aus der zweiten Ehe ebenfalls zwei Söhne und eine Tochter. Der Sohn aus erster Ehe Kaspar Otto von Massow (* 1665; † 1736) machte Karriere im preußischen Staatsdienst und wurde Geheimer Etats- und Kriegsminister und Oberpräsident von Pommern. Die Tochter aus zweiter Ehe Ester Juliana von Massow (* 1672; † 1752) heiratete den Landrat Georg Christof von Hoym. 
Massow starb 1694 und wurde in Bartin begraben. 